# Si la plume est serve, la parole est libre
La plume est serve, mais la parole est libre (Nederlands: de pen is onderhorig, maar het woord is vrij) is een adagium uit het Belgisch strafrecht. Het houdt in dat een hiërarchisch overste van de procureur des Konings of de procureur-generaal het bevel kan geven om iemand te vervolgen (la plume est serve), maar dat het de procureur dan vrij staat om te vorderen volgens eigen inzicht (la parole est libre). Zo kan hij bijvoorbeeld ook de vrijspraak vorderen.
In het Belgisch strafrecht geldt een opportuniteitsbeginsel voor het Openbaar Ministerie. Dit houdt in dat het Openbaar Ministerie vrij kan kiezen of het een persoon al dan niet vervolgt. Een uitzondering op dit opportuniteitsbeginsel is het positief injunctierecht, dat inhoudt dat de minister van Justitie aan de procureur opdracht kan geven om een bepaald persoon te vervolgen. Het Openbaar Ministerie kan in dit geval dan niet langer vrij het opportuniteitsbeginsel toepassen. Ook de procureur-generaal kan vervolging bevelen aan de procureur des Konings. Het positief injunctierecht van de minister ligt vervat in artikel 364 van het Wetboek van Strafvordering.
Het feit dat procureurs in het geval van een positief injunctierecht niet meer vrij zijn om te beslissen over een vervolging, houdt niet in dat zij ook niet meer kunnen kiezen over de gevorderde straf. Zij hebben nog volledige vrijheid om te bepalen wat zij vorderen. Zo kan de situatie zich voordoen dat de procureur-generaal eist dat de procureur des Konings iemand vervolgt, maar dat de procureur des Konings meent dat de vervolgde persoon niets heeft misdaan, waarop de procureur vrijspraak vraagt.